# Nicola Richards
Pour les articles homonymes, voir Richards.
Nicola Faye Richards (née le 19 décembre 1994) est une femme politique du Parti conservateur britannique, qui est députée de West Bromwich East de 2019 à 2024.

## Jeunesse et carrière
Richards grandit à Dudley. Elle fréquente la Kingswinford School à Kingswinford et plus tard King Edward VI College, Stourbridge. Elle étudie la politique à l'Université de Birmingham et obtient un diplôme de deuxième classe en 2016. Pendant ses études universitaires, elle travaille pour le député de Dudley South, Chris Kelly, et plus tard pour son successeur Mike Wood,. Après l'université, Richards travaille comme agent de communication pour Margot James, députée de Stourbridge. Richards travaille ensuite dans les relations publiques pour le Jewish Leadership Council et le Holocaust Educational Trust,.
Elle est élue conseillère conservatrice pour Kingswinford North et Wall Heath au Dudley Metropolitan Borough Council en 2015 et est réélue en 2019. Elle est présidente du groupe local des jeunes conservateurs et vice-présidente de la Dudley South Conservative Association. Richards soutient le Brexit lors du référendum sur l'adhésion au Royaume-Uni en 2016 et fait campagne avec Vote Leave.

## Carrière parlementaire
Richards est élue député de West Bromwich-Est aux élections générales de 2019 avec une majorité de 1593 voix (4,4% ). C'est un siège travailliste théoriquement sûr car il avait précédemment élu un membre du parti depuis sa création en 1974. Son ancien député est l'ancien chef adjoint du Parti travailliste, Tom Watson, qui ne s'est pas représenté aux élections.
Richards est partisan des droits des transgenres et, en août 2020, co-écrit un article dans ConservativeHome avec sa collègue députée Alicia Kearns qui appelle le gouvernement à réformer la loi de 2004 sur la reconnaissance du genre,.